# 松村栄子
松村 栄子（まつむら えいこ、1961年7月3日 - ）は、日本の小説家。

## 経歴
静岡県湖西市生まれ。5歳から18歳まで福島県いわき市で過ごす。福島県立磐城女子高等学校、筑波大学第二学群比較文化学類卒業。同大学院修士課程教育研究科中退。出版社、コンピュータソフト商社勤務を経て、1990年『僕はかぐや姫』で海燕新人文学賞受賞、同作品で三島由紀夫賞候補。『至高聖所（アバトーン）』で1991年度下半期（1992年1月）芥川龍之介賞を受賞。 
その後、ファンタジー小説『紫の砂漠』とその続編『詩人の夢』や、自身の趣味である茶道を題材としたユーモア青春小説『雨にもまけず粗茶一服』『風にもまけず粗茶一服』などを執筆。夫は万葉学者で京都光華女子大学教授の朝比奈英夫。子供はいない。1993年より京都在住。
2006年の大学入試センター試験の国語の問題において、『僕はかぐや姫』の一節が採用・出題された。
2005年より福島県文学賞審査委員を、2014年よりいわき応援大使を務めている。

## 著書

### 小説
- 『僕はかぐや姫』（1991年5月 福武書店 / 1993年12月 福武文庫 / 2019年3月 ポプラ文庫）
- 『至高聖所（アバトーン）』（1992年2月 福武書店 / 1995年1月 福武文庫 / 2019年3月 ポプラ文庫）
- 『セラヴィ』（1992年10月 福武書店）
- 『あの空の色』（1992年10月 マガジンハウス）
- 『紫の砂漠』（1993年8月 新潮社 / 2000年10月 ハルキ文庫）
- 『001にやさしいゆりかご』（1995年4月 ベネッセコーポレーション）
- 『あした、旅人の木の下で』（1997年7月 角川書店）
- 『生誕』（1999年3月 朝日新聞社）
- 『詩人の夢』（2001年2月 ハルキ文庫）
- 『Talkingアスカ』（2007年1月 ジャイブ ピュアフル文庫）

#### 粗茶一服シリーズ
- 『雨にもまけず粗茶一服』（2004年7月 マガジンハウス / 2008年11月 ジャイブピュアフル文庫 / 2010年3月 ポプラ文庫ピュアフル）
- 『風にもまけず粗茶一服』（2010年12月 マガジンハウス / 2014年1月 ポプラ文庫ピュアフル）
- 『花のお江戸で粗茶一服』（2017年10月 ポプラ社 / 2020年5月 ポプラ文庫ピュアフル）
- 『彼方此方の空に粗茶一服』（2024年9月 ポプラ社）

### エッセイ・その他
- 『文章を書こう! 1200字からはじめる自己表現入門』（1997年4月 ベネッセコーポレーション）
- 『ひよっこ茶人の玉手箱 インターネットでお茶を愉しむ』（2000年4月 マガジンハウス）
  - 【改題】『ひょっとこ茶人、茶会へまいる。』（2011年8月 朝日文庫）
- 『京都で読む徒然草』（2010年6月 京都新聞社）
- 『I love ふくしま　I love いわき』（2011年4月 パブー ※Kindle版）
- 『存在確率―わたしの体積と質量、そして輪郭』（2018年10月 コールサック社）
- 『夢幻にあそぶ 能楽ことはじめ』（2019年4月 淡交社）

### アンソロジー・その他
「」内が松村栄子の作品
- 『最高の贈り物（ベスト・エッセイ集 1998年版）』（1998年7月 文芸春秋）「笑うアメリカ人」
- 『福島県文学全集 第1期(小説編) 第6巻(現代編2)』（2001年10月 郷土出版社）「至高聖所（アバトーン）」
- 『芥川賞全集 第16巻』（2002年6月 文藝春秋）「至高聖所（アバトーン）」
- 『金原瑞人YAセレクション みじかい眠りにつく前に II  昼下がりに読みたい10の話』（2009年3月 ジャイブ ピュアフル文庫）「窓」
- 『とっさの方言』（2012年8月 ポプラ文庫）「んだっぺよ」
- 『ぎをん210号』（平成24年陽春号 祇園甲部組合発行）「都の桜、祇園の桜」
- 『明日町こんぺいとう商店街　招きうさぎと七軒の物語』（2013年12月 ポプラ社）「三波呉服店 - 2005」

## メディア・ミックス

### ラジオドラマ
- 『雨にもまけず粗茶一服（全10回）』（2016年9月 NHK FM「青春アドベンチャー」）